# Grotta del Colle
La grotta del Colle è una grotta situata nei dintorni di Rapino, in provincia di Chieti. Fu usata sin dal Paleolitico, successivamente dai Sanniti e infine dai cristiani. Sono presenti resti della Chiesa di Santa Maria de Cryptis e di un torrione medievale.

## Storia
Dagli scavi archeologici condotti in loco nel 1954 è possibile affermare che la grotta sia abitata sin dal Paleolitico. Il sito veniva, forse, utilizzato come ristoro dai cacciatori paleolitici della zona data l'abbondanza di ossi e di strumenti litici. Più massiccia sono i ritrovamenti del Neolitico e dell'età del Bronzo trovati sempre all'interno della grotta, che testimoniano un'assidua frequentazione della grotta. 
In epoca italica la grotta ospitò verosimilmente un santuario dei Marrucini: nel XIX secolo vi è stata infatti rinvenuta la lamina bronzea nota come Bronzo di Rapino, un'iscrizione in dialetto marrucino riportante una legge in materia religiosa (lex sacra). Assieme alla tavoletta, sono stati trovati oggetti votivi tra cui spicca la statua bronzea detta Dea di Rapino, oltre a numerose monete di epoca italica. Il santuario sorgeva non lontano dall'area archeologica di Touta Marouca, in un sito che è probabilmente da identificare con l'Arx Tarincris del Bronzo di Rapino, poi chiamato Città Danzica. 
Danzica era una cittadella medievale fortificata, che proteggeva l'abbazia di San Salvatore e la chiesetta di Santa Maria della grotta; oggi sopravvive parte di una grande torre di controllo, la Torre del Colle, a impianto quadrato. La presenza del villaggio fortificato coincide con l'abitato scomparso di Castrum Polegrae che proteggeva da sud l'abbazia di San Liberatore a Majella, dal versante occidentale, villaggio di cui sopravvive la torre "Polegra" a impianto circolare. 
Nel Medioevo vi fu edificata una chiesa posta appena all'ingresso della grotta. Il nome della chiesa è fenomeno di discussione visto che taluni la vogliono chiamata "Santa Maria de Cryptis", mentre altri la chiamano "Ecclesia S. Angeli ad Crypta". La decadenza della chiesa portò man mano all'abbandono del borgo che dipendeva dal vicino monastero di San Salvatore a Maiella del quale si può ammirare la torre. Questa torre è l'unico elemento superstite del villaggio fortificato "Torre del Colle".

## Descrizione
Dagli scavi archeologici è emerso che la piccola chiesa insisteva nello spazio antistante l'ingresso alla grotta. Sono stati rinvenuti i muri perimetrali per un impianto rettangolare a navata unica. 
La grotta è accessibile da un antro stretto e spaccato,  l'interno si caratterizza per formazioni carsiche a stalattiti che rendono suggestivo l'ambiente. La particolarità di questa grotta è l'aspetto naturalistico dell'interno e dell'esterno che la speculazione turistica sta portando in un inesorabile declino. Il fenomeno è gravato anche dalla vicina zona industriale della cava di Pretoro, con altoforno.
La grotta si trova in Piano del Colle, il declivio collinare presso Rapino, da cui si ascende alla Majella mediante le località Riparossi, Valle Mulino e Rio Acquafredda e Torre di Danzica. All'accesso della grotta si trovano ruderi di un edificio, di cui si conservano lastre di pavimento, consistente nell'antica chiesa di Sant'Angelo, detta anche di Santa Maria de Cryptis, dipendente dall'abbazia di San Salvatore della Majella. Dal nome di Sant'Angelo, si pensa che la chiesa fosse stata fondata dai Longobardi; dal pavimento di ipotizza che la chiesa fosse rettangolare, a navata unica.
L'abbazia era la più importante della Majella orientale, dell'ordine benedettino, dipendente da Montecassino. Aveva numerosi feudi tra i centri di Guardiagrele, Pretoro, Pennapiedimonte, Fara San Martino, e risaliva al IX secolo. Andata in declino, nell'800 sopravvivevano mura e il portale romanico, smontato e rimontato presso l'ex convento di Sant'Antonio a Rapino. Il cenobio era in località Fosso Acquafredda, fu oggetto di scavi nel 1954 poi negli anni '70 e nel 1991, con il team della Soprintendenza Archeologica di Chieti. 
La grotta del Colle era usata come necropoli neolitico-italico marrucina, qui fu ritrovata la statuetta italica della divinità 
Cerere, conservata nel Museo archeologico d'Abruzzo a Chieti.

## Leggende
Leggende popolari vogliono che la grotta celi tesori nascosti, mentre gli abitanti di Rapino parlano di stretti cunicoli che porterebbero chissà dove.